# Christopher Ellery
Christopher Ellery, född 1 november 1768 i Newport, Rhode Island, död 2 december 1840 i Middletown, Rhode Island, var en amerikansk politiker (demokrat-republikan). Han representerade delstaten Rhode Island i USA:s senat 1801-1805. Farbrodern William Ellery var ledamot av kontinentala kongressen 1776-1785.
Ellery studerade juridik och inledde sin karriär som advokat i Newport. Senator Ray Greene avgick 1801 och efterträddes av Ellery. Han efterträddes sedan fyra år senare av James Fenner.
Ellerys grav finns på Island Cemetery i Newport.